# Dromore Castle (County Clare)
Dromore Castle (irisch Caisleán an Droma Mhóir) ist die Ruine eines Tower House zwischen den Dörfern Crusheen und Corofin im irischen County Clare. Sie ist ein National Monument.
Heute wird das Anwesen vom National Parks and Wildlife Service als Teil der Dromore Wood Nature Reserve verwaltet.

## Lage
Dromore Castle liegt auf einer Halbinsel im nördlichen Teil des Dromore Lough, etwa 1,8 km östlich des Dorfes Ruan. Es gehört zur Dromore Wood Nature Reserve.
Das Townland von Dromore liegt zwischen den Ortschaften Crusheen und Corofin, westlich der Autobahn M18 und nördlich von Ennis.

## Geschichte
Dromore Castle wurde vermutlich Anfang des 16. Jahrhunderts erbaut. Im 17. Jahrhundert ließ Teige O’Brien es reparieren und erweitern. Burg und Ländereien von Dromore wurden Teiges Vater, Connor O’Brien, 3. Earl of Thomond, 1579 zugesprochen. Dermot O’Brien, Teiges Sohn, war ein wichtiger Protagonist der Konföderationskriege und nahm an der Belagerung von Ballyalla Castle in Ennis teil. Der letzte O’Brien in der Burg war Conor O’Brien, der sie 1689 verließ. Im Laufe des 18. Jahrhunderts verfiel das Tower House.

## Beschreibung

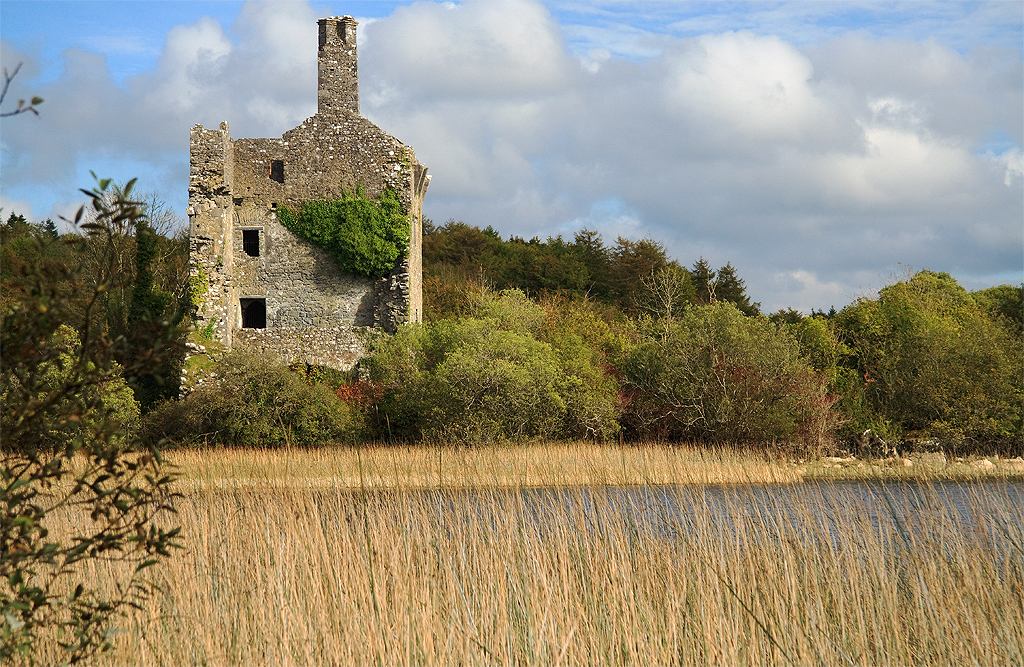
Dromore Castle von Westen

Das Tower House ist vier Stockwerke hoch und das Erdgeschoss hat eine Gewölbedecke.
Rechts des Haupteingangs liegt eine breite Wendeltreppe, links davon ein kleiner Wachraum und in der linken Kammer im 1. Obergeschoss ein offener Kamin aus Stein.
Zwischen dem 1. und dem 2. Obergeschoss wurde eine runde Schießscharte in die Treppe geschnitten. Auf dem Dach befinden sich ein Wehrgang, ein hoher, rechteckiger Kamin, der von zwei rautenförmigen Rauchfängen gekrönt wird, und Konsolen, die einst einen Scharwachturm an der Ecke trugen.
Die Inschrift über der Tür lautet: „Diese Burg wurde von von Teige, zweitem Sohn von Connor, drittem Earl of Thomond, errichtet und von Slany Brien, Gattin des vorgenannten Teige, Anno [Datum unleserlich]“.
In der Nähe liegt das Portal Tomb von Moyree-Commons.